# Robert Smith, Baron Smith of Kelvin

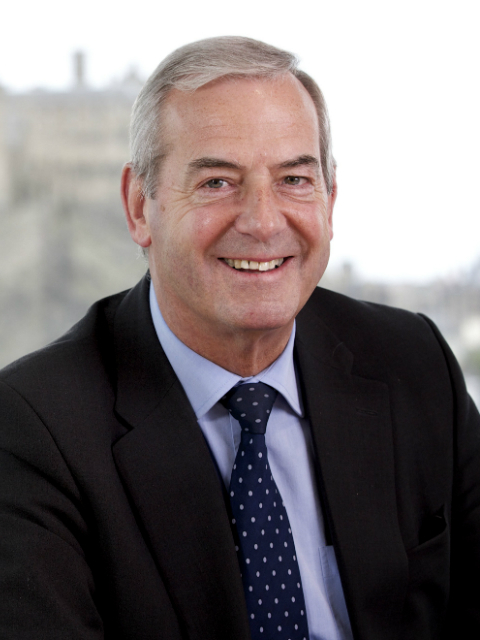
Robert Smith, Baron Smith of Kelvin, 2014

Robert Haldane Smith, Baron Smith of Kelvin, KT, Kt, CH (* 8. August 1944 in Glasgow, Vereinigtes Königreich) ist ein schottischer Geschäftsmann und Politiker, der früher „Governor“ bei der British Broadcasting Corporation war, bevor der BBC Trust gegründet wurde.
Er ist zurzeit Kanzler der University of the West of Scotland und Chairman der von der britischen Regierung unterstützten Green Investment Bank.

## Biographie
Smith ging auf die Allan Glen's School in Glasgow. 1963 begann er eine Karriere als Buchhalter bei Robb Ferguson & Company. Er qualifizierte sich 1968 als Chartered Accountant (FCA).
Er arbeitete dann bis 1982 bei der ICFC, heute 3i, und ab 1983 bei der Royal Bank of Scotland. Von 1985 bis 1989 war er Geschäftsführer von Charterhouse Development Capital Ltd. Er war außerdem Chairman und Chief Executive Officer bei Morgan Grenfell Private Equity, Chief Executive Officer bei Morgan Grenfell Asset Management und wurde 2000–2002 stellvertretender Vorsitzender bei deren Nachfolgeorganisation Deutsche Asset Management. Er hatte mehrere Stellen als Director der MFI Furniture Group, Stakis Hotels, der Bank of Scotland, Tip Europe und Network Rail.
Smith war 1997–2000 ein Mitglied der Financial Services Authority und ein Mitglied des Financial Reporting Council. Er war der frühere Präsident des Institute of Chartered Accountants of Scotland und 1993–2002 Chairman im Kuratorium der National Museums of Scotland. Er ist seit 1995 auch Präsident der British Association of Friends of Museums und war 1988–1998 Mitglied sowie 1996–1998 Vice Chairman („stellvertretender Vorsitzender“) der Museums and Galleries Commission.

## Derzeitige Stellen
Er ist zurzeit Vorsitzender der IMI plc und der Scottish and Southern Energy sowie Non-exec Director von 3i, der Standard Bank Group Limited und der Aegon UK. Er ist außerdem Patron der Scottish Community Foundation.
Am 8. Februar 2008 wurde er Vorsitzender der Firma, die Glasgow 2014 Commonwealth Games organisierte. Er wurde im Mai 2012 der erste Vorsitzender von der britischen Green Investment Bank.

## Adelstitel, Ehrungen und akademische Würdigung
1999 wurde er als Knight Bachelor zum Ritter geschlagen. Am 18. April 2008 wurde verlautbart, dass Sir Robert Smith als Life Peer Mitglied im House of Lords werden solle. Am 29. Mai 2008 wurde ihm der Titel Baron Smith of Kelvin, of Kelvin in the City of Glasgow, verliehen. Im Parlament sitzt er als Crossbencher. 2014 wurde er als Knight Companion in den Distelorden aufgenommen und wurde gleichzeitig Kanzler dieses Ordens. 2016 wurde er in den Order of the Companions of Honour aufgenommen.
Smith hält Ehrentitel von den Universitäten Glasgow, Edinburgh und Paisley, wo er ab 2003 Kanzler war. Während seiner Dienstzeit fand die Fusion mit dem Bell College in Hamilton statt, mit der Absicht die größte Universität in Schottland zu schaffen. Die Universität änderte im November 2007 ihren Namen zu University of the West of Scotland. Im Jahr 2010 bekam er vom Chartered Institute of Internal Auditors eine Ehrenmitgliedschaft.

## Privatleben
Lord Smith of Kelvin heiratete 1969 Alison Marjorie Bell. Das Ehepaar hat zwei Töchter.
Er besitzt die Insel Inchmarnock an der Westküste der Insel Bute im Firth of Clyde.